# Římskokatolická farnost Beroun
Římskokatolická farnost Beroun je jedno z územních společenství římských katolíků v berounském vikariátu s farním kostelem sv. Jakuba Staršího.

## Kostely farnosti
| Kostel                                       | Místo                | Bohoslužba                                                                                                   |
| -------------------------------------------- | -------------------- | --- |
| sv. Jakuba Staršího                          | Beroun-centrum       | ne 10.00, po 19.30 út, pá 18.00 st, čt 8.00 mimo zimu.                                                       |
| Zvěstování Páně (Na Zábraní)                 | Beroun-město         | |
| Panny Marie Sedmibolestné                    | Beroun-město         | |
| Kaple Povýšení svatého Kříže na farním dvoře |                      | po 19.30 út, pá 18.00 st, čt 8.00 zimním období (listopad - březen).                                         |
| sv. Václava                                  | Beroun-Jarov         | |
| sv. Tomáše                                   | Hudlice              | so 15.00 pouze 1. sobota v měsíci                                                                            |
| Nanebevzetí Panny Marie                      | Počaply              | ne 8.00, čt 17.00, vyjma období letních prázdnin                                                             |
| sv. Václava                                  | Loděnice             | ne 9.30, čt 17.00, vyjma období letních prázdnin                                                             |
| sv. Bartoloměje                              | Vráž                 | so 18.00, o prázdninách jen 3. a 5. sobota v měsíci                                                          |
| Povýšení sv. Kříže (zámek)                   | Nižbor               | so 16.30 |
| sv. Liboria                                  | Stradonice           | |
| Narození sv. Jana Křtitele                   | Svatý Jan pod Skalou | ne 8.00 |
| sv. Kříže                                    | Svatý Jan pod Skalou | |
| sv. Ludmily                                  | Tetín                | ne 18.00 pouze v letním období (duben – říjen) út 19.30 pouze v letním období (duben – říjen) vyjma prázdnin |
| sv. Kateřiny Alexandrijské                   | Tetín                | ne 18.00 pouze v zimním období (listopad – březen) út 19.30 pouze v zimním období (listopad – březen)        |
| sv. Jana Nepomuckého                         | Tetín                | |
| Nanebevzetí Panny Marie                      | Železná              | |
| sv. Václava                                  | Podkozí              | |
| Narození Panny Marie                         | Hýskov               | so 18.00 o prázdninách jen 2. a 4. sobota v měsíci                                                           |
| sv. Prokopa                                  | Chyňava              | ne 11.00 |
| sv. Maxmiliána (hřbitovní)                   | Svatý Jan pod Skalou | |

## Osoby ve farnosti
- Mgr. Ing. Petr Bouška, administrátor
- PhDr. Radim Cigánek, farní vikář
- Josef Jonáš, jáhenská služba
- Josef Moulík, výpomocný duchovní